# 眠り星ちゃん
『眠り星ちゃん』（ねむりぼしちゃん、スロベニア語原題：Zvezdica Zaspanka、英語: Twinkle Sleepyhead）は、スロベニア人の小説家であるフラネ・ミルチンスキ・イエジェクの児童書である。
最初のバージョンは1946年に書かれたが、イエジェクによると長いバージョンが2年後にできた。リュブリャナ劇場のパンフレットにはイエジェクによってその背景が以下のように説明されている。
「若いころに父から子供への愛情を与える能力を貰った。それは父から継承した唯一の能力だったが、かけがえのないものだ。そして子供たちはピエロの姿の私を見て、あんなに明るい目で笑ったり、嬉しそうに暖かい手を叩いたりしてくれるから、子供たちに少しでも恩返しができるように『眠り星ちゃん』を書いたんだ。」
『眠り星ちゃん』 は様々な媒体で発表されている。最初のバージョンはラジオドラマで、その後、劇と絵本になった。『眠り星ちゃん』はクロアチア語、ドイツ語、イタリア語、そして英語に翻訳された。

## あらすじとメッセ―ジ
星たちは毎晩、光で地球を照らし、地球の生活を見守る。ある日、宇宙の使者であるレパテツという流れ星は星たちに地球で何か大変なことがあったと伝える。夜になると地球では、子供たちは眠れず、海兵は海で迷い、詩人は脚韻を思いつけないそうだ。その問題の原因は、眠り星ちゃんといういつも仕事に遅れる最も若い星だった。星が一つ足りないせいで、地球の人々は迷っているのだ。そこで月のメセツおじさんは罰として眠り星ちゃんを三日間地球に送り、仕事ができるようになるまで空に戻らないように言いつけた。
レパテツは眠り星ちゃんを地球まで見送った。眠り星ちゃんはフェアが行われる街に着いて、ひとりぼっちで宿を探した。そこで自分の金色の髪の一本と引き換えに、天文学者に望遠鏡を覗かせてもらう。望遠鏡を覗くと、一つ足りない星を数え続けるメセツおじさんを見かける。フェアで遊んでいたツェフェリンという泥棒は、眠り星ちゃんの金色の髪を切り取るために宿を提供した。ツェフェリンは心の代わりに石があるため、冷たい人間だった。ツェフェリンの汚さに、そして母親に手紙を一度も送っていないことに眠り星ちゃんは驚いた。「愛する」が書けないから、母親に手紙を書けないのだ。そこで眠り星ちゃんとツェフェリンは一緒に指で灰に「愛する」という文字を書いた。すると、ツェフェリンの石は心になって、泥棒をやめようと決め、母のところに戻る。そのためにレパテツは眠り星ちゃんを空に連れて帰った。星がやっとすべて揃ったから、地球に普通の暮らしが戻ってきた。

「眠り星ちゃん」はスロベニア語初の子供向けのラジオドラマであり、スロベニアで人気のある作品の一つである。この話のメッセ―ジはわかりやすいため、どの年齢の子供でも読むことができる。そのメッセージは、優しさと純粋な心と愛で悪に勝つことができるというメッセージ、そしてやった仕事に対する責任、懲戒処分の重要性、貪欲を生み出す富、外見だけで人を判断してはならないことなどのメッセージである。

## 登場人物
主人公の眠り星ちゃんは三百万歳の最も若い星で、自分のだらしなさのせいで地球に問題が起きている。髪が長くて、金で出来ている。眠り星ちゃんは、すべての人の道しるべである北極星よりも大きくなりたいと夢見る自惚れ屋だった。彼女は無責任で、落ち着きがなく、いつも仕事に遅れるから「眠り星ちゃん」と呼ばれている。でも話の終わりに眠り星ちゃんは純粋な心の素晴らしさを示し、夜空での仕事ができることを証明した。眠り星ちゃんの性格は長くつ下のピッピによく似て、どちらもたくさんの友達に囲まれた小さな女の子だが、長くつ下のピッピは周囲の人々に大きな問題を引き起こすことはない。どちらの話でも若い女の子が年上の登場人物に大切なものを教える。
メセツおじさんは毎晩星を数えて、夜空の星たちを見守る。眠り星ちゃんはいつも仕事に遅れるため罰を考える必要があった。天の川の掃除を提案するが、眠り星ちゃんが喜ぶため罰にならないと分かった。そこで、涙をぬぐいながら罰として眠り星ちゃんを欲張りな人の多い地球に送った。眠り星ちゃんがやっと夜空に帰ってきたときには初めて星の数を数え間違えるほど喜んだ。
ツェフェリンは心の代わりに石がある泥棒で、汚い家で一人暮らしをしている。彼は汚くて、髪がぼさぼさで、ボロボロの服を着ている。一人でいると、心臓の鼓動が聞こえないのでよく退屈している。眠り星ちゃんが彼に「愛する」という文字を教えた瞬間、彼の胸にあった石は心臓に変わった。母への愛を感じて、泥棒をやめようと決意し、母の元へ戻る。
流れ星のレパテツは使者の仕事をして、知らせを星たちに伝える。彼は眠り星ちゃんを地球まで見送り、最後に迎えに行く。

## 劇上演
- リュブリャナ人形劇場 1955, 1985, 2001, 2008
- トリエステ・スロベニア語劇場 1987
- ノヴァ・ゴリツァ民族劇場 1994
- マリボル人形劇場1998
- 子供と青年向けリュブリャナ人形劇場 2000
- ミニ・テアテル 2012、第20回スボティツァ国際児童演劇祭最優秀女優賞マルシャ・マイェル（2013年5月）

## ラジオドラマ
- 「眠り星ちゃん」、オリジナルのラジオ番組、1952。RTV Ljubljana（国営のラジオ局）のスタジオ内で録音され、スロベニアで最も古いラジオドラマの一つである。
- 「眠り星ちゃん」、リュブリャナ大学演劇アカデミーの学生劇、2004。演劇アカデミー、音楽アカデミー 、ラジオスロベニアの制作。

## 書籍
「眠り星ちゃん」のスロベニア語の絵本は3冊ある。1992年にMladinska knjiga出版において出版され、イラストはモイツァ・ツェリャクによる。次の二つはSanje出版において2009年に大きい子供向けの完全版と2012年に小さい子供向けの大きい活字の省略版が出版され、両方のイラストはゴラズド・ヴァヘンによる。
他言語への翻訳:
- Frane Milčinski著, Gorazd Vahen絵: Little Sleepy Star (2009).  Ksenija Malia Leban訳. Ljubljana, Sanje出版
- Frane Milčinski著, Gorazd Vahen絵: Stellina Sonnolina (2010). Alenka Možina訳. Ljubljana, Sanje出版
- Frane Milčinski著, Gorazd Vahen絵: Das Schlafensternchen (2010). Amalija Maček訳. Ljubljana, Sanje出版
- Frane Milčinski著, Gorazd Vahen絵: Zvjezdica Pospanka (2010). Edo Fičor訳. Ljubljana, Sanje出版